# Mikel Merino
Mikel Merino Zazón (født 22. juni 1996) er en spansk professionel fodboldspiller der spiller som midtbanespiller for Premier League-klubben Arsenal og det spanske fodboldlandshold.
Efter han startede i Osasuna, havde han korte ophold hos Borussia Dortmund og Newcastle United før han skiftede til Real Sociedad i 2018. Her vandt han Copa del Rey 2019-20 og endte med 242 kampe og 27 mål for klubben. I august 2024, skiftede han til Arsenal.
Merino repræsenterede Spanien 2 gange i U21 EM, hvor han blandt andet vandt turneringen i 2019. Han fik sin senior debut på A-landsholdet i 2020. Senere blev han udtaget til EM 2024 og vandt turneringen.

## Karriere

### Osasuna
Merino blev født i Pamplona, Navarra, og begyndte sin karriere hos Amigó, hvorefter han senere flyttede til Osasuna. Han debuterede som senior med reserverne i sæsonen 2013-14 i Tercera División.
Den 23. august 2014 spillede Merino sin første officielle kamp for førsteholdet, hvor han startede i en 2-0 hjemmesejr mod Barcelona B i Segunda División. Han scorede sit første professionelle mål den 21. december, vindermålet i en 2-1 sejr på udebane over Las Palmas.
Merino blev forfremmet til hovedtruppen den 31. januar 2015 og fik trøje nummer 8. Han var en fast starter i sit første år og hjalp dem med lige akkurat at undgå nedrykning.
I sæsonen 2015-16 scorede Merino fire mål i 34 kampe, da Osasuna sluttede på sjettepladsen og nåede slutspillet. I den første runde af den runde scorede han to mål i en 3-1 hjemmesejr over Gimnàstic de Tarragona. og tilføjede endnu et mål i anden kamp (3-2 sejr).

### Borussia Dortmund
Den 15. februar 2016 underskrev Merino en femårig kontrakt med Bundesliga-klubben Borussia Dortmund, som trådte i kraft den 1. juli. Hans første ligaoptræden fandt sted den 14. oktober, hvor han spillede alle 90 minutter i en 1-1 hjemmekamp mod Hertha BSC.

### Newcastle United
I juli 2017 kom Merino til Newcastle United på en sæsonlang låneaftale; Premier League-holdet indvilligede i en klausul, der forpligtede dem til at skrive kontrakt med spilleren permanent, baseret på et antal optrædener.. Den 13. oktober blev dette påberåbt, og han indvilligede i en femårig kontrakt.
Merino spillede 25 konkurrencekampe for klubben. Han scorede sit eneste mål med et sent hovedstød i en 1-0 sejr over Crystal Palace på St James' Park den 21. oktober 2017. yder også en assist.

### Real Sociedad
Merino vendte tilbage til Spanien den 12. juli 2018 og underskrev en femårig kontrakt med Real Sociedad for et ikke oplyst beløb. angiveligt 12 millioner euro. Hans første kamp i La Liga fandt sted den 18. august, hvor han spillede 59 minutter i en 2-1 sejr over værtsholdet Villarreal. og hans første mål den 21. september vandt kampen mod Huesca. Selvom han i starten kæmpede med at tilpasse sig sit nye hold, og også kæmpede med nogle skader, blev han til sidst starter.og scorede fire gange i 32 kampe i sin første sæson.
Den 7. marts 2020 bar Merino anførerbindet for første gang i et 1-0 liganederlag ude mod Barcelona. I juli forlængede han sin kontrakt frem til 2025.
Den 3. april 2021 vandt Merino sin første titel efter at have spillet alle 90 minutter af Copa del Rey-finalen i 2020 – forsinket på grund af COVID-19-pandemien – mod Athletic Bilbao, hvor han assisterede Portu, der blev nedlagt i feltet; Mikel Oyarzabal scorede fra straffesparkspletten og var det eneste mål på Estadio de La Cartuja, og Merino blev kåret til kampens spiller.
I sæsonen 2023-24 vandt Merino flest boldbesiddelsesdueller i Europas topligaer med 326.

### Arsenal
Merino vendte tilbage til den engelske topdivision den 27. august 2024 og underskrev en fireårig kontrakt med Arsenal for et rapporteret gebyr på £31,6 millioner. II sin første træning brækkede han skulderen i et sammenstød med Gabriel Magalhães og var ude i flere uger.. Han spillede sin første kamp den 1. oktober som indskifter i 2-0-hjemmesejren mod Paris Saint-Germain i ligafasen af UEFA Champions League. Han scorede sit første ligamål 26 dage senere, da han headede hjem fra et frispark i en 2-2 hjemmekamp mod Liverpool.
Den 15. februar 2025 erstattede Merino Raheem Sterling i det 69. minut af ligakampen mod Leicester City. Da den sædvanlige starter på centerforward-positionen, Kai Havertz, havde pådraget sig en skade i baglåret under træningen en uge tidligere, blev han indsat på Havertz' position. og scorede begge mål i 2-0 sejren. Den 8. april, efter igen at have spillet som angriber, sikrede han sig 3-0-nederlaget til Real Madrid på Emirates Stadium i Champions League-kvartfinalens første kamp. I sin første sæson var han regelmæssigt indsat på begge positioner.

## Internationale karriere
Merino var en del af det spanske U19-landshold, der vandt UEFA-europamesterskabet i Grækenland i 2015. Han scorede deres første mål i turneringen og åbnede en 3-0-sejr over landsholdsmesterskabet Tyskland i AEL FC Arena i Larissa.
Den 20. august 2020 modtog Merino sin første udtagelse til seniorholdet til de to første kampe i UEFA Nations League 2020-21 mod Tyskland og Ukraine. Han fik sin første landskamp mod førstnævnte hold den 3. september ved at erstatte Sergio Busquets tidligt i anden halvleg af en 1-1 uafgjort. Han scorede sit første mål den 12. september 2023, det andet i en endelig 6-0 sejr over Cypern i en kvalifikationskamp til UEFA Euro 2024, der blev afholdt i Granada.
Merino blev inkluderet i truppen til EM-slutrunden i 2024. I kvartfinalen mod Tyskland i Stuttgart scorede han et hovedstød på et indlæg af Dani Olmo i det 119. minut og sikrede dermed sin nation en plads i semifinalen med en 2-1 sejr; Hans fejring efter målet (hvor han løber rundt om hjørneflaget) afspejlede hans fars, efter at han havde gjort det samme for Osasuna i en UEFA Cup-kamp på samme stadion i 1991. Han var også medvirkende til Spaniens sejr i finalen, hvor de besejrede England 2-1 og opnåede dermed en kontinental rekord på fire europæiske mesterskaber. og blev i processen en af 12 spillere, der vandt både ungdoms- og senior-EM-titler, sammen med sine holdkammerater Nacho, Ferran Torres, Álvaro Morata og Rodri.

## Privatliv
Merinos far, Ángel Miguel, var også fodboldspiller. Hans karriere var også forbundet med Osasuna, både som spiller og manager.
Den 1. juni 2024 giftede Merino sig med modellen Lola Liberal i Pamplona.

## Karriere statistik

### Klub
Oversigten er opdateret til og med 2. maj 2025
| Klub                   | Sæson          | Liga             | Liga  | Liga | Nationale pokal | Nationale pokal | Liga pokalen | Liga pokalen | Europa | Europa | Andre | Andre | Total | Total |
| Klub                   | Sæson          | Division         | Kampe | Mål  | Kampe           | Mål             | Kampe        | Mål          | Kampe  | Mål    | Kampe | Mål   | Kampe | Mål   |
| ---------------------- | -------------- | ---------------- | ----- | ---- | --------------- | --------------- | ------------ | ------------ | ------ | ------ | ----- | ----- | ----- | ----- |
| Osasuna B              | 2013-14        | Tercera División | 5     | 0    | —               | —               | —            | —            | —      | —      | —     | —     | 5     | 0     |
| Osasuna                | 2014-15        | Segunda División | 29    | 1    | 0               | 0               | —            | —            | —      | —      | —     | —     | 29    | 1     |
| Osasuna                | 2015-16        | Segunda División | 34    | 4    | 0               | 0               | —            | —            | —      | —      | 4     | 3     | 38    | 7     |
| Osasuna                | Total          | Total            | 63    | 5    | 0               | 0               | —            | —            | —      | —      | 4     | 3     | 67    | 8     |
| Borussia Dortmund      | 2016-17        | Bundesliga       | 8     | 0    | 1               | 0               | —            | —            | 0      | 0      | 0     | 0     | 9     | 0     |
| Newcastle United (lån) | 2017-18        | Premier League   | 7     | 0    | 0               | 0               | 0            | 0            | —      | —      | —     | —     | 7     | 0     |
| Newcastle United       | 2017-18        | Premier League   | 17    | 1    | 1               | 0               | —            | —            | —      | —      | —     | —     | 18    | 1     |
| Newcastle United       | Total          | Total            | 24    | 1    | 1               | 0               | 0            | 0            | —      | —      | —     | —     | 25    | 1     |
| Real Sociedad          | 2018-19        | La Liga          | 29    | 3    | 3               | 1               | —            | —            | —      | —      | —     | —     | 32    | 4     |
| Real Sociedad          | 2019-20        | La Liga          | 36    | 5    | 7               | 1               | —            | —            | —      | —      | —     | —     | 43    | 6     |
| Real Sociedad          | 2020-21        | La Liga          | 26    | 2    | 1               | 0               | —            | —            | 8      | 0      | 1     | 0     | 36    | 2     |
| Real Sociedad          | 2021-22        | La Liga          | 34    | 3    | 3               | 0               | —            | —            | 6      | 1      | —     | —     | 43    | 4     |
| Real Sociedad          | 2022-23        | La Liga          | 33    | 2    | 3               | 1               | —            | —            | 7      | 0      | —     | —     | 43    | 3     |
| Real Sociedad          | 2023-24        | La Liga          | 32    | 5    | 6               | 1               | —            | —            | 7      | 2      | —     | —     | 45    | 8     |
| Real Sociedad          | Total          | Total            | 190   | 20   | 23              | 4               | —            | —            | 28     | 3      | 1     | 0     | 242   | 27    |
| Arsenal                | 2024-25        | Premier League   | 25    | 6    | 1               | 0               | 3            | 0            | 11     | 2      | —     | —     | 40    | 8     |
| Karriere total         | Karriere total | Karriere total   | 315   | 32   | 26              | 4               | 3            | 0            | 39     | 5      | 5     | 3     | 388   | 44    |

### Internationalt
Oversigten er opdateret til og med 2. maj 2025
| Landshold | År    | Kampe | Mål |
| --------- | ----- | ----- | --- |
| Spanien   | 2020  | 6     | 0   |
| Spanien   | 2021  | 5     | 0   |
| Spanien   | 2023  | 8     | 1   |
| Spanien   | 2024  | 12    | 1   |
| Spanien   | 2025  | 2     | 1   |
| Total     | Total | 33    | 3   |

## Hæder
Borussia Dortmund
- DFB-Pokal: 2016–17[56]

Real Sociedad
- Copa del Rey: 2019–20[58][29]

Spanien U19
- U19 EM: 2015[59]

Spanien U21
- U21 EM: 2019;[60] anden-plads: 2017[61]

Spanien
- UEFA European Championship: 2024[62]
- UEFA Nations League: 2022–23;[63] anden-plads: 2020–21[64]

Individuelt
- La Liga Sæsonens Hold: 2022–23[65]
- La Liga Månedens Spiller: Marts 2024 (med Mikel Oyarzabal)[66]
- Segunda División Månedens Spiller: Juni 2016[67]